# Bill Weinberg
Bill Weinberg (William J. Weinberg) est un écrivain et une personnalité de radio politique travaillant à proximité de New York. Ses écrits journalistiques se focalisent sur les luttes de peuples indigènes, principalement en Amérique latine, mais il a écrit aussi sur le Moyen-Orient et les problèmes locaux de New York. Il est le coéditeur du journal en ligne World War 4 Report. Il est le producteur principal d'une émission  de radio nocturne hebdomadaire sur WBAI à New York, appelée  the Moorish Orthodox Radio Crusade (fondée à l'origine en 1988 par Peter Lambourn Wilson, également connu sous le nom de Hakim Bey) .  Il a reçu trois prix de la Native American Journalists Association. Son orientation politique fondamentale est anarchiste de gauche. 
Les travaux de Bill Weinberg ont été publiées dans des éditions comme The Nation, AlterNet, New America Media, Newsday,  The Village Voice,Middle East Policy,  In These Times,The Ecologist, Earth Island Journal, NACLA Report on the Americas et son WW4 Report.
Bill Weinberg est un cofondateur de la National Organization for the Iraqi Freedom Struggles.

## Publications

### Livres
- (en) Bill Weinberg, Homage to Chiapas : The New Indigenous Struggles in Mexico, 2002, 456 p. (ISBN 978-1-85984-372-7, lire en ligne).
- (en) Bill Weinberg, War on the land : ecology and politics in Central America, 1991, 203 p. (ISBN 978-0-86232-947-1, lire en ligne).

### Articles
- "Peru: Hunt Oil Contract to Reignite Amazon Uprising?"

November 2, 2009, North American Congress on Latin America

- "Peru: veteran guerilla fighter Hugo Blanco speaks on Amazon struggle"

Interview by Bill Weinberg, WW4 Report
September 7, 2009

- "Colombia's Heart of Darkness in NYC--and DC"

By Bill Weinberg
July 29, 2008, The Nation
("Colombian paramilitary commander Diego "Don Berna" Fernando Murillo—ex-boss of Medellín's feared Cacique Nutibara Bloc—was arraigned in federal court in Manhattan last month on cocaine charges that could land him in prison for thirty years.")

- "Iraq's Civil Resistance"

By Bill Weinberg
December 24, 2007, The Nation

- "Crisis in Oaxaca: What You Need to Know"

by Bill Weinberg The Village Voice, November 7, 2006

- "9-11 and the New Pearl Harbor" by Bill Weinberg.  WW4 Report, September 1, 2006[12] Available as a WW4 Report pamphlet[13]

### Radio Shows
- The Struggle in Peru II[14]
- Critical Mass Under Attack V
- The Tompkins Square Riot: 20 Years Later
- From Darfur to Mauritania
- Anti-Zionism & Jewish Liberation Ella Goldman, Guy Izhak Austrian, Ora Wise and Nirit Ben-Ali of Jews Against the Occupation (JATO) February 4,11 2003